# آلکسی گوروخوف
آلکسی گوروخوف (روسی: Алексей Николаевич Горохов؛ ۱۱ فوریهٔ ۱۹۲۷ – ۳ فوریهٔ ۱۹۹۹) یک موسیقی‌دان بود.